# Francisco Moctezuma
Francisco Moctezuma (Chilapa, Guerrero, 1772-Ciudad de México, 1837) fue un militar y político mexicano que se desempeñó como secretario de Hacienda y ministro de Guerra y Marina durante las primeras presidencias del México Independiente.

## Biografía
se unió a José María Morelos en 1810 y sirvió a la insurgencia como capitán subdelegado en su villa natal. Formó un batallón y en 1812 alcanzó el grado de coronel. Adherido al plan de Iguala en 1821, ascendió a general brigadier. Fue diputado al Congreso Constituyente del estado de México entre el 2 de marzo de 1824 y el 1 de marzo de 1827. Después fue magistrado del Tribunal de Guerra y Marina y comandante general de los estados de México, Jalisco, Michoacán y Guanajuato. Secretario de Guerra y Marina del 26 de diciembre de 1828 al 13 de enero de 1830 y de Hacienda en 1829.
- Datos: Q5866794